# Aardbeving Tumaco 1979
De Aardbeving van Tumaco 1979 vond plaats op 12 december om 02:59 plaatselijke tijd (07:59 UTC). De sterkte bedroeg 8,2 en de maximum intensiteit bedroeg IX op de Schaal van Mercalli. Het epicentrum lag iets uit de kust bij de grens tussen Ecuador en Colombia, nabij de havenstad Tumaco. De beving veroorzaakte een tsunami, die verantwoordelijk was voor de meeste van de naar schatting 300–600 doden. Het zwaarst getroffen was het departement Nariño van Colombia.

## Tektonische situatie
De kustgebieden van Ecuador en zuidelijk Colombia liggen boven de convergente plaatgrens, waar de Malpeloplaat onder de Zuid-Amerikaanse plaat schuift, langs de Colombia–Ecuador trog. Op deze locatie schuift de Malpeloplaat, een kleine plaat ten noordoosten van de Nazcaplaat, naar het oosten; in verhouding tot Zuid-Amerika gebeurt dat met een snelheid van 58 mm per jaar. Ten noorden van de Carnegie Ridge bestaat de plaatgrens uit vier te onderscheiden segmenten, van zuid naar noord de Esmeraldas, Manglares, Tumaco en Patia segmenten. Deze plaatgrens was de locatie van enkele grote historische aardbevingen, meestal met verwoestende tsunami's. In 1906 ontstond een 500–600 km lange breuk langs de plaatgrens en veroorzaakte de 1906 Ecuador–Colombia aardbeving met een magnitude van 8.8; alle vier segmenten braken en er ontstond een tsunami die de Grote Oceaan overstak.

## Aardbeving en tsunami
De beving van 1979 was de derde in een reeks waarbij telkens opvolgende delen van de plaatgrens afbraken, telkens verder naar het noordoosten. De beving van 1942 ging uit van het Esmeraldas segment, die van 1958 van het Manglares segment en die van 1979 van de Tumaco en Patia segmenten. Gezamenlijk besloegen deze drie bevingen de totale plaatgrens; hetzelfde stuk dat in 1906 in een keer afbrak. Het oppervlak van de breuk bedroeg in 1979 280 km lengte bij 130 km breedte.
De beving werd in grote delen van Ecuador gevoeld (inclusief Guayaquil, Esmeraldas en Quito). Hetzelfde gold voor Colombia (inclusief Bogotá, Cali, Popayán en Buenaventura). De kust in de buurt van het epicentrum kwam tot 1,6 meter hoger te liggen en verstoorde plaatselijk de afvoer van rivieren.
De kust nabij het epicentrum werd een minuut of drie na de beving getroffen door de eerste tsunamigolf. Er kwamen drie tot vier golven, de derde was de hoogste. Deze viel samen met eb, wat de overstroming en het aantal slachtoffers waarschijnlijk behoorlijk beperkte. De maximale waterhoogte van 6 meter werd waargenomen in San Juan de la Costa, noordoost van Tumaco. De tsunami werd ook gezien aan de oostkust van Japan, in Hawaï, Tahiti en Mexico.

## Schade
De aardbeving veroorzaakte vooral in Tumaco veel schade, daar werd ongeveer 10% van de gebouwen verwoest waaronder 1280 huizen; 25 personen waren gedood of vermist. Het vissersdorp Charco werd vrijwel geheel verwoest door de tsunami, de huizen werden een landinwaarts gelegen meer ingespoeld. Van de bevolking van 4000 personen werden er 93 gedood of waren vermist. Ook in San Juan de la Costa werden alle huizen door de golven verwoest, met aldaar 199 doden en vermisten te betreuren. Het totale dodental werd geschat op 500–600, met daarnaast rond 4000 gewonden.

## Gevolg
De schade van deze beving en die van 1983 in Popayán, centraal Colombia, leidde tot de formulering van een bouwnorm voor aardbevingsbestendig bouwen in Colombia.